# Witius Hendrik de Savornin Lohman (1864-1932)
Jhr. Witius Hendrik de Savornin Lohman (Appingedam, 1 maart 1864 – Den Haag, 15 juli 1932) was een Nederlandse rechtsgeleerde en president van de Hoge Raad der Nederlanden.

## Opleiding
Zijn vader, lid van de familie De Savornin Lohman, was de politicus Alexander de Savornin Lohman, de voorman van de Christelijk-Historische Unie. Hoewel geboren in het noorden van het land, groeide hij op in 's Hertogenbosch. Vanaf 1882 studeerde hij rechten aan de Vrije Universiteit in Amsterdam. Hij promoveerde in 1888 aan de Gemeente Universiteit, de tegenwoordige Universiteit van Amsterdam, omdat de Vrije Universiteit het ius promovendi (het recht om promoties en doctorstitels te verlenen) nog miste.

## Loopbaan
De Savornin Lohman werkte korte tijd als adjunct-commies aan het Departement van Buitenlandse Zaken. Hij werd in 1890 benoemd tot buitengewoon hoogleraar in de rechtsgeleerdheid aan de Vrije Universiteit (tot 1895) en vervolgens tot rechter-plaatsvervanger in de Amsterdamse rechtbank. Nadat hij in 1895 benoemd was tot rechter in de arrondissementsrechtbank in Den Haag, werd hij bij Koninklijk Besluit van 21 december 1901 opgenomen in de Hoge Raad, waarvan hij in 1912 vicepresident werd en in 1914 president. Hij bleef aan tot 1931. Daarmee heeft hij uitzonderlijk lang deel uitgemaakt van dit hoogste rechtscollege. Onder presidentschap van De Savornin Lohman werd door de Hoge Raad het baanbrekende Lindenbaum/Cohen (HR 31 januari 1919, NJ 1919, p. 161) gewezen.
De Savornin Lohman gold onder de juristen van zijn tijd als een nuchtere en praktische persoonlijkheid die zich liet leiden door een vaste reformatorische overtuiging zonder daarin dogmatisch te zijn, en die zich zeer bewust was van de feilbaarheid van rechters.

## Publicaties
- De kerkgebouwen van de Gereformeerde (Hervormde) Kerk in Nederland (dissertatie), Amsterdam, 1888.
- De verhouding tusschen het recht, den staat en de overheid (oratie), Amsterdam, 1890.
- Samenwerking op maatschappelijk gebied, inzonderheid door volksbanken, Utrecht, 1895.
- Van huwelijk en echtscheiding, Den Haag, 1913.
- De opleiding van den jurist op het gymnasium en aan de universiteit, Utrecht, 1914.
- Groen van Prinsterer, Baarn, 1914.